# ナウルの政治
本稿では、ナウルの政治（ナウルのせいじ）について述べる。

## 内政

### 議会

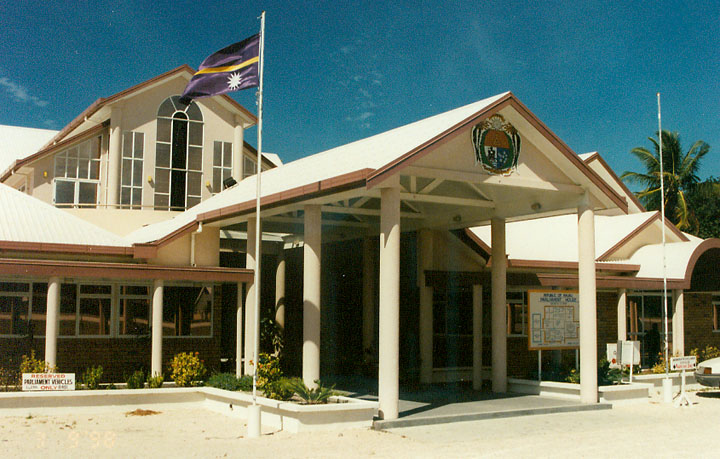
ナウル議会

ナウルは共和制を採用している。議会は一院制で、定員は18、任期は3年である。ナウルの市民権を持つ20歳以上の有権者による普通選挙によって、ウベニデ選挙区から4議席、他の7選挙区から各2議席を選出する。1986年には初めて女性議員が選出された。

### 行政
議員の互選で選ばれる大統領が4-5名の閣僚を指名し組閣する。しかし、政策決定は実質的に地方政府評議会("Nauru Local Government Council")が担い、内閣は行政執行のみを行うのが実情である。地方政府評議会は任期4年の9名の評議員からなり、リン鉱石輸出によって得られる資金の運用と海外投資を行い財政を握ってきた。また、ハマー・デロバートの派閥が反対勢力を牽制する役割も果たした。なお、1992年に地方政府評議会は権能を限定した形でナウル島評議会("Nauru Island Council")に改称されている。
1968年に独立した際の初代大統領はハマー・デロバートで、ごく短期間を除いて1989年まで彼が政治、経済を独占していた。

### 司法
高等裁判所が第一審および控訴審を審理し、最終的な憲法判断の権限を有している。また、案件によりオーストラリアの最高裁判所に控訴することができる。この他に地区裁判所と家庭裁判所がある。

## 外交
- 南オセチアとアブハジアの独立を承認しており、引き換えにロシアから経済支援を取り付けている[8]。
- ナウルは中華民国（台湾）と外交関係を有し、ナウルには中華民国大使館が設置されていたが、2002年7月に台湾と断交し中華人民共和国と国交を樹立した[9]。中華人民共和国は6000万ドルを融資し、ナウルの債務のうち7000万ドルを肩代わりした[10]。しかし、ナウルは2005年5月に中華民国と国交を再樹立した[9]。さらに、2024年1月に再び台湾と断交し、中華人民共和国と国交を再樹立した。
- 1999年に国際連合に加盟している[4]。